# Alcelaphus buselaphus
Alcelaphus buselaphus là một loài động vật có vú trong họ Bovidae, bộ Artiodactyla. Loài này được Pallas mô tả năm 1766.
Đây là thành viên duy nhất của chi Alcelaphus. Tám phân loài đã được mô tả, trong đó có hai loài đôi khi được coi là các loài độc lập. Là một loài linh dương lớn, loài này chỉ cao hơn 1 m ở vai và có chiều dài đầu và thân điển hình từ 200 đến 250 cm. Trọng lượng dao động từ 100 đến 200 kg. Loài này có trán đặc biệt dài và cặp sừng hình kỳ dị, cổ ngắn và tai nhọn. Chân thường có những mảng màu đen, dài bất thường. Bộ lông nói chung ngắn và bóng. Màu lông thay đổi theo các phân loài, từ màu nâu cát của phân loài phía Tây đến màu nâu sô cô la của phân loài Swayne. Cả hai giới của tất cả các phân loài đều có sừng, với sừng con cái mảnh mai hơn. Sừng có thể đạt chiều dài 45–70 cm. Ngoài khuôn mặt dài, bộ ngực lớn và phần lưng dốc ngược là điểm khác biệt của linh dương với các loài linh dương khác. Một cái bướu dễ thấy trên vai là do quá trình dài của đốt sống lưng ở vùng này.
Loài này sinh sống theo bầy đàn, tạo thành đàn từ 20 đến 300 cá thể. Chúng rất cảnh giác và không hiếu chiến. Chúng chủ yếu là động vật ăn cỏ. Giao phối diễn ra quanh năm với một hoặc hai thời gian cao điểm, và phụ thuộc vào các loài phụ và các yếu tố địa phương. Cả con đực và con cái đều đạt đến độ tuổi thành thục sinh dục khi được một đến hai tuổi. Thời gian mang thai kéo dài từ tám đến chín tháng, mỗi lứa đẻ một con. Thời gian sinh sản thường cao điểm vào mùa khô. Tuổi thọ là 12 đến 15 năm.
Sinh sống ở các savan khô và đồng cỏ cây cối rậm rạp, loài này thường di chuyển đến những nơi khô cằn hơn sau khi mưa. Chúng đã được ghi nhận từ độ cao trên núi Kenya lên đến 4.000 m. Loài này trước đây đã từng phổ biến ở châu Phi, nhưng các quần thể đã bị suy giảm nghiêm trọng do môi trường sống bị phá hủy, săn bắn, định cư của con người và cạnh tranh thức ăn với gia súc. Mỗi loài trong số tám phân loài có một tình trạng bảo tồn khác nhau. Phân loài Bubal đã bị Liên minh Bảo tồn Thiên nhiên Quốc tế (IUCN) tuyên bố tuyệt chủng vào năm 1994. Trong khi quần thể của loài đỏ đang gia tăng, thì số lượng của phân loài Tora, vốn đã cực kỳ nguy cấp, lại đang suy giảm. Loài này đã tuyệt chủng ở Algeria, Ai Cập, Lesotho, Libya, Morocco, Somalia và Tunisia; nhưng đã được du nhập vào Swaziland và Zimbabwe. Nó là một loài bị con người săn bắt phổ biến do thịt được đánh giá cao.

## Hình ảnh

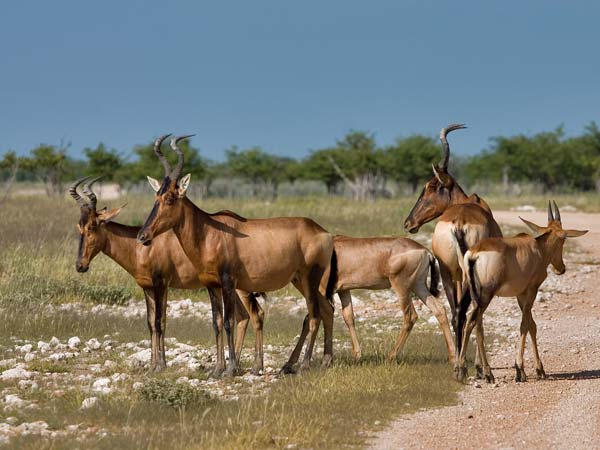
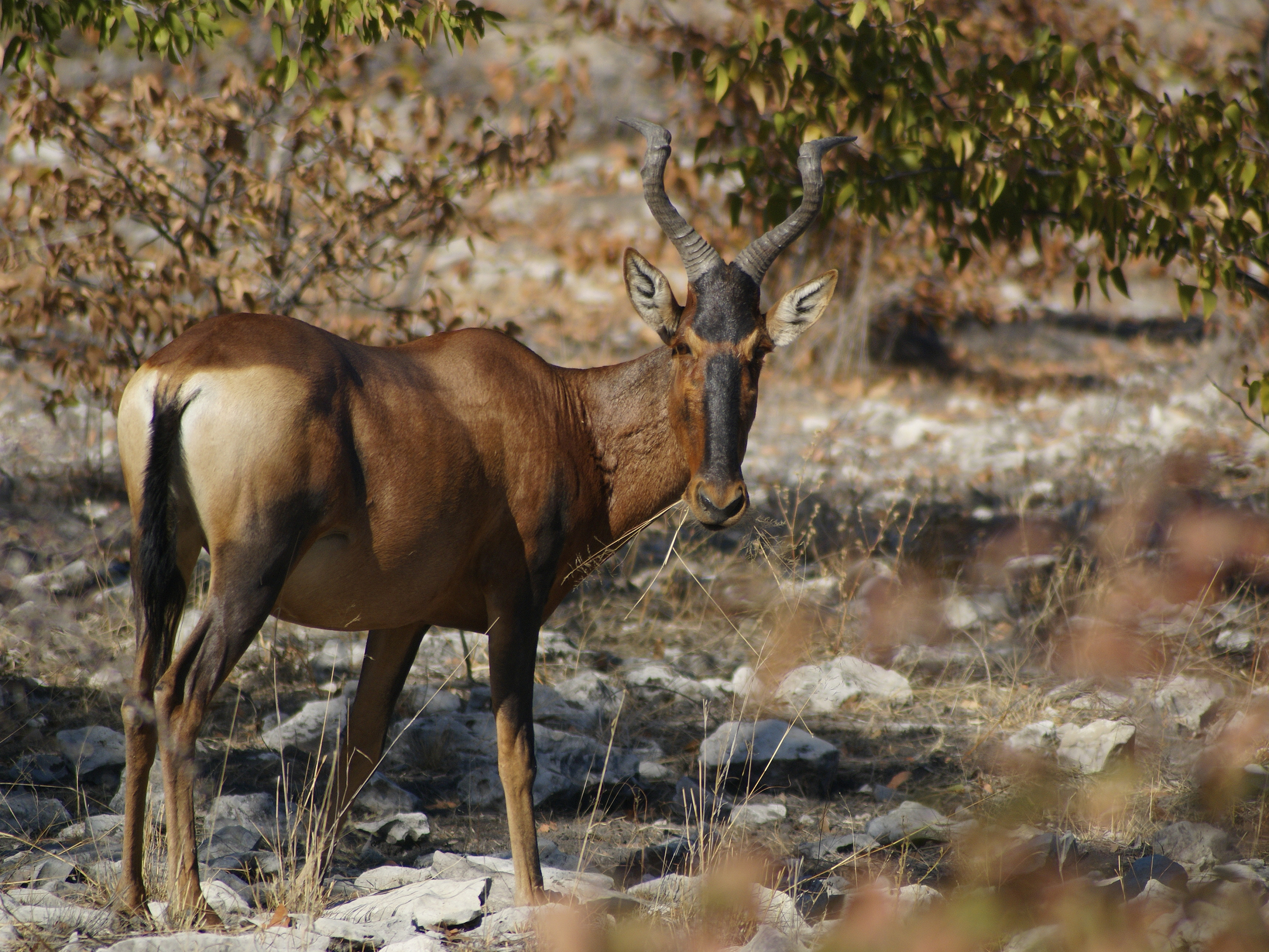
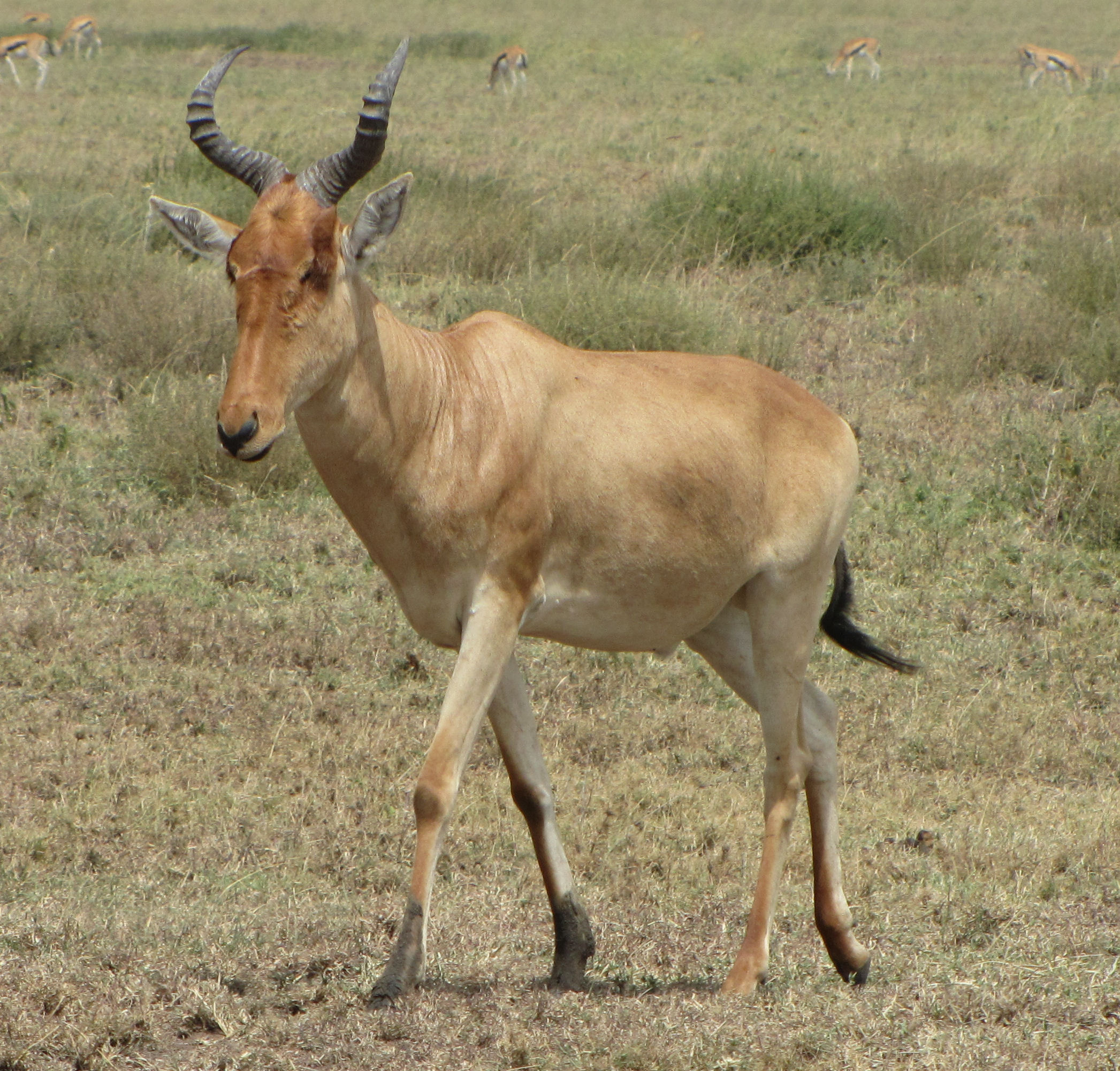
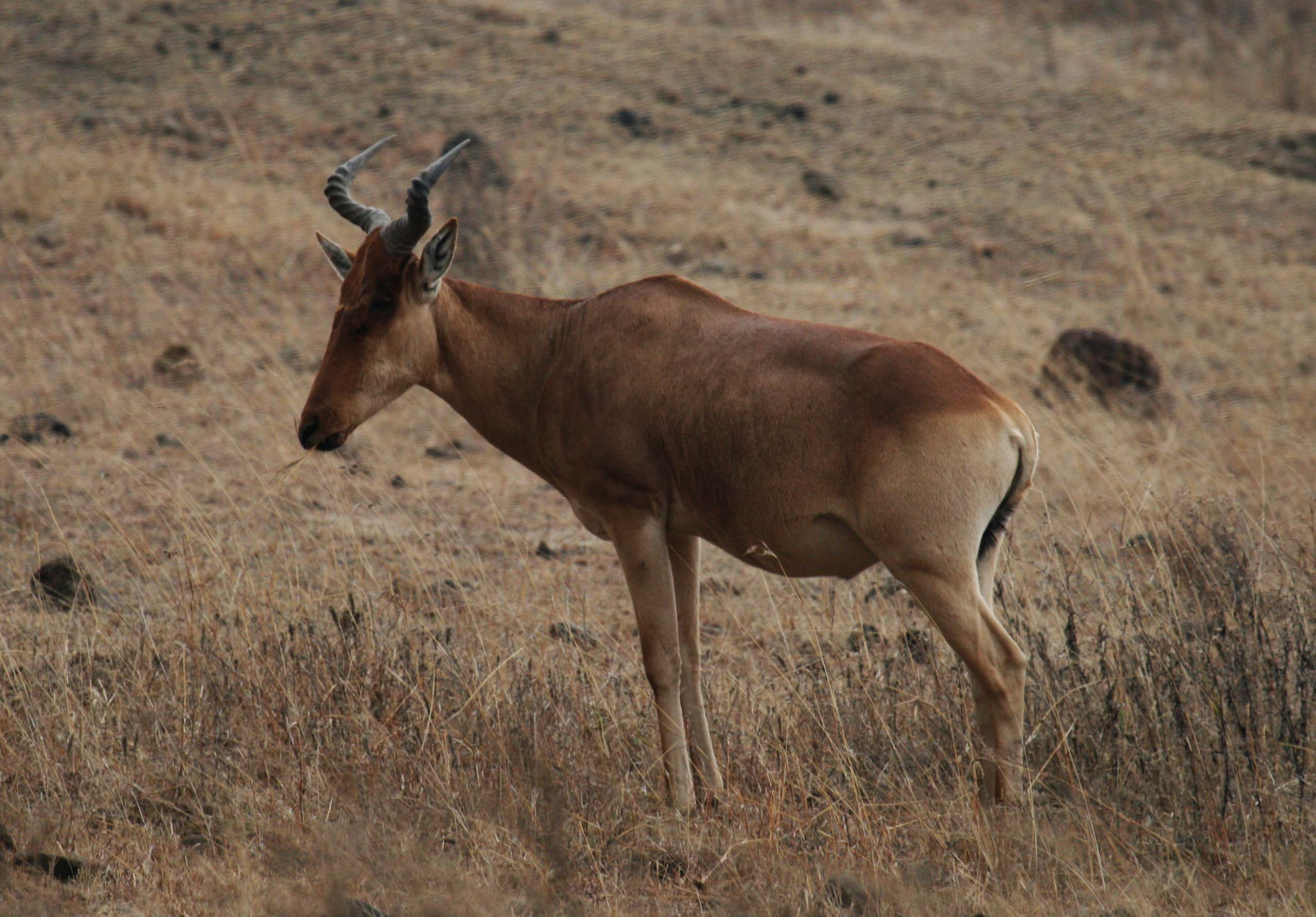
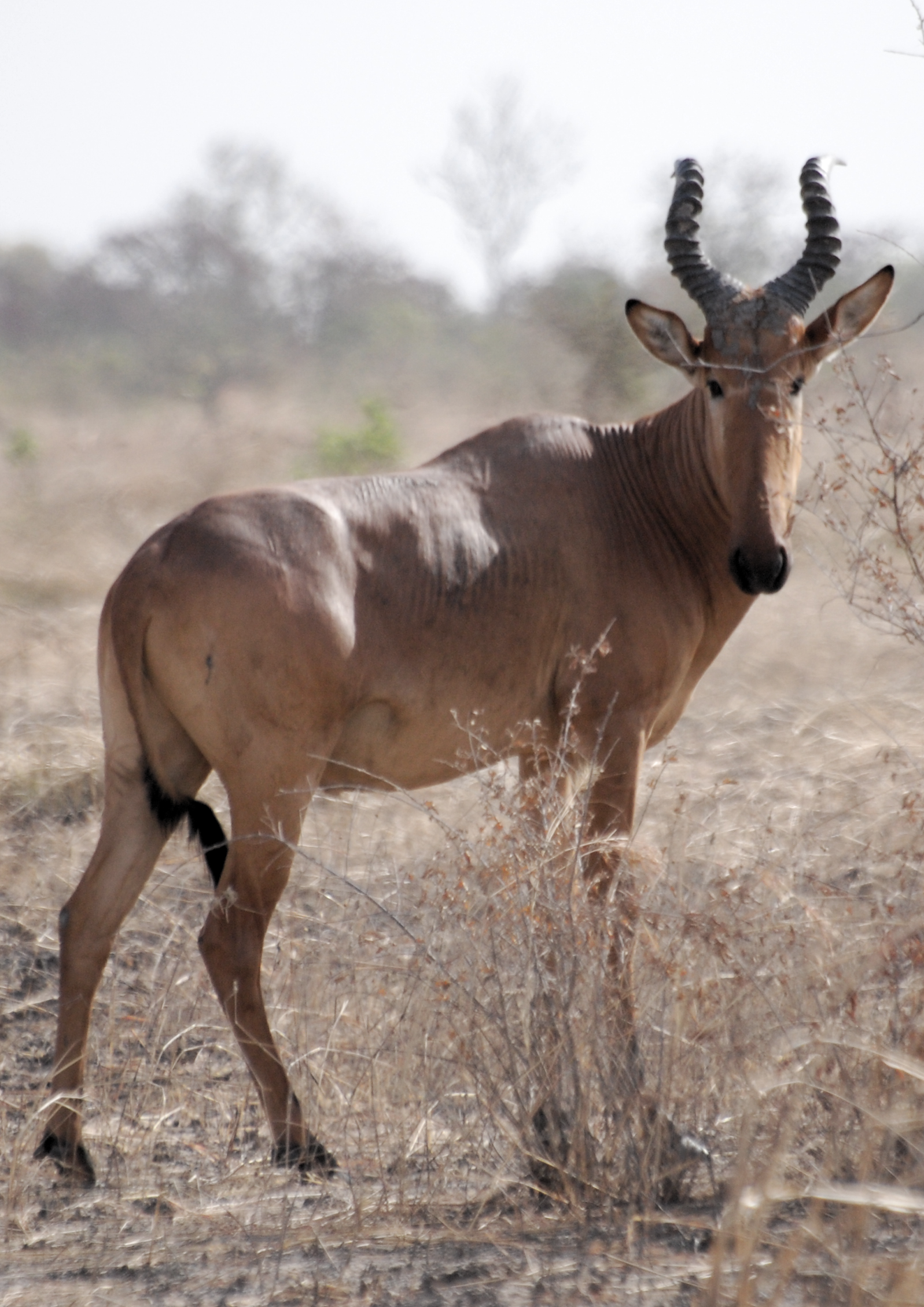
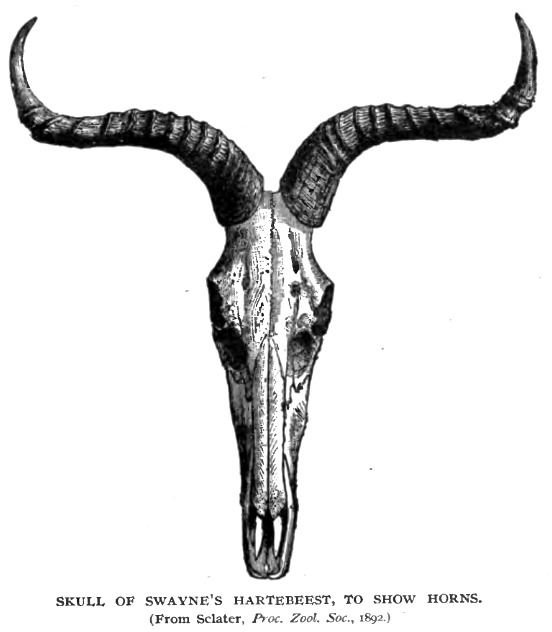
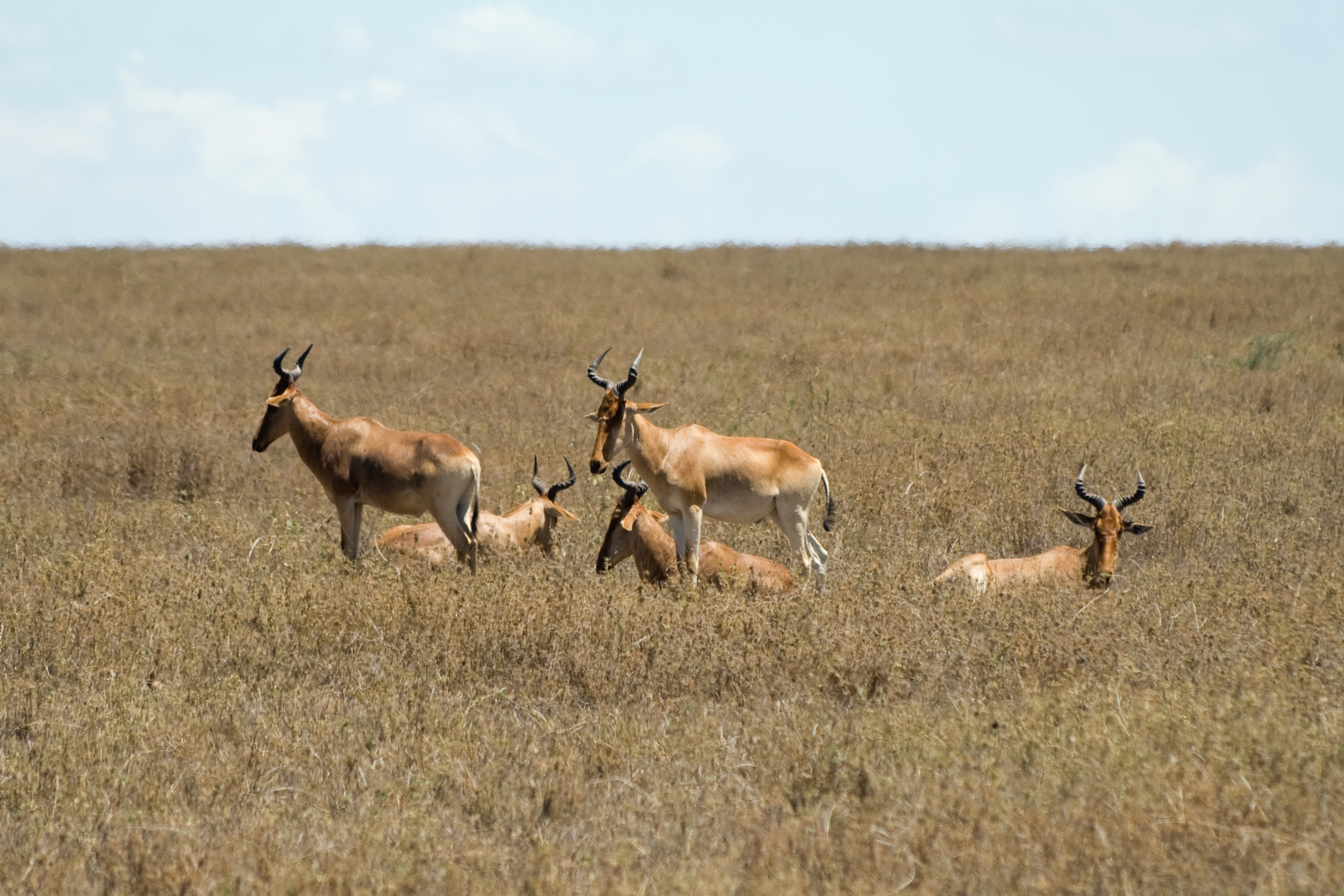